# Du, Herre Gud, allena
Du, Herre Gud, allena är en psalm med text skriven av Johan Olof Wallin.

## Publicerad i
- 1819 års psalmbok som nr 249 under rubriken "Kristligt sinne och förhållande - I allmänhet: Förhållandet till Gud: Glädje i Gud och förnöjsamhet med hans behag under alla skiften".[1]